# Mia Nicolai
Michaja Nicolaï, bekend als Mia Nicolai (Amsterdam, 7 maart 1996), is een Nederlandse zangeres. Met Dion Cooper vertegenwoordigde zij Nederland op het Eurovisiesongfestival 2023 met het nummer Burning Daylight.

## Levensloop
Nicolai werd geboren in Amsterdam en heeft een Russische moeder en een Nederlandse vader, PvdD-parlementslid Peter Nicolaï.
Op driejarige leeftijd begon zij met viool- en pianolessen. Ze volgde tussen 2017 en 2019 de Toneelschool Maastricht. Tijdens de seizoenen 2019/2022 werkte ze als backstagemedewerker en achter de bar bij Paradiso Noord.
In 2018 bracht ze een cover uit van het nummer At Last.
Nicolai verhuisde naar Los Angeles. Daar bracht ze haar debuutsingle Set Me Free (2020) uit, die wordt omschreven als een escapistisch popliedje. Nog datzelfde jaar volgde de single Mutual Needs. In 2021 volgde een dubbele single met Dream Go en Loop.
Op 1 november 2022 werd zij samen met Dion Cooper gepresenteerd als de Nederlandse inzending voor het Eurovisiesongfestival in 2023. Het nummer waarmee ze meededen was Burning Daylight, dat medegecomponeerd werd door Nicolai.
In april 2023 werden Nicolai en Cooper openlijk bekritiseerd, toen het eerste live-optreden van Burning Daylight niet goed uit de verf kwam. Critici verweten hen dat ze vals zongen. Technische problemen werden door het duo als verklaring gegeven. Ook hun tweede optreden tijdens het jaarlijkse Eurovision in Concert in Amsterdam kon de critici niet positief beïnvloeden. Opnieuw werd er vals gezongen.
Hun optreden in de eerste halve finale van het Eurovisiesongfestival was wel zuiver gebracht, maar het duo kwalificeerde zich niet voor de finale. In totaal behaalden Nicolai en Cooper zeven punten, vijf van de 31 andere deelnemers aan de halve finales hadden er minder.
Om de kritieken en teleurstellingen te verwerken ging ze onder meer in therapie en deed ze aan meditatieve handelingen. Ook met nieuwe liedjes schrijven probeerde ze haar leven weer te vinden. Dit resulteerde in november 2023 in de single Stuck. Wel bleef ze solo Burning Daylight zingen, maar dan in een akoestische versie.

## Discografie
| Titel            | Uitgebracht      |
| ---------------- | ---------------- |
| Set Me Free      | 16 oktober 2020  |
| Mutual Needs     | 9 november 2020  |
| People Pleaser   | 16 april 2021    |
| Dream Go         | 2 december 2021  |
| Loop             | 31 oktober 2022  |
| Burning Daylight | 1 maart 2023     |
| Stuck            | 24 november 2023 |

| Lied                               | Verschijnen  | Album | Hitlijsten  | Hitlijsten  | Hitlijsten   | Hitlijsten   | Opmerkingen                                                                          |
| Lied                               | Verschijnen  | Album | NL (Top 40) | NL (Top 40) | NL (Top 100) | NL (Top 100) | Opmerkingen                                                                          |
| Lied                               | Verschijnen  | Album | Piek        | Weken       | Piek         | Weken        | Opmerkingen                                                                          |
| ---------------------------------- | ------------ | ----- | ----------- | ----------- | ------------ | ------------ | ------------------------------------------------------------------------------------ |
| Burning Daylight (met Dion Cooper) | 1 maart 2023 | —     | 21          | 11          | 42           | 12           | Nederlandse inzending Eurovisiesongfestival 2023 / Alarmschijf / NPO Radio 2 TopSong |

1956: Jetty Paerl + Corry Brokken · 
1957: Corry Brokken · 
1958: Corry Brokken · 
1959: Teddy Scholten · 
1960: Rudi Carrell · 
1961: Greetje Kauffeld · 
1962: De Spelbrekers · 
1963: Annie Palmen · 
1964: Anneke Grönloh · 
1965: Conny Vandenbos · 
1966: Milly Scott · 
1967: Thérèse Steinmetz · 
1968: Ronnie Tober · 
1969: Lenny Kuhr · 
1970: Hearts of Soul · 
1971: Saskia & Serge · 
1972: Sandra & Andres · 
1973: Ben Cramer · 
1974: Mouth & MacNeal · 
1975: Teach-In · 
1976: Sandra Reemer · 
1977: Heddy Lester · 
1978: Harmony · 
1979: Xandra · 
1980: Maggie MacNeal · 
1981: Linda Williams · 
1982: Bill van Dijk · 
1983: Bernadette · 
1984: Maribelle · 
1986: Frizzle Sizzle · 
1987: Marcha · 
1988: Gerard Joling · 
1989: Justine Pelmelay · 
1990: Maywood · 
1992: Humphrey Campbell · 
1993: Ruth Jacott · 
1994: Willeke Alberti · 
1996: Maxine & Franklin Brown · 
1997: Mrs. Einstein · 
1998: Edsilia Rombley · 
1999: Marlayne · 
2000: Linda Wagenmakers · 
2001: Michelle · 
2003: Esther Hart · 
2004: Re-union · 
2005: Glennis Grace · 
2006: Treble · 
2007: Edsilia Rombley · 
2008: Hind · 
2009: Toppers · 
2010: Sieneke · 
2011: 3JS · 
2012: Joan Franka · 
2013: Anouk · 
2014: The Common Linnets · 
2015: Trijntje Oosterhuis · 
2016: Douwe Bob ·
2017: OG3NE · 
2018: Waylon · 
2019: Duncan Laurence · 
2021: Jeangu Macrooy · 
2022: S10 ·
2023: Mia Nicolai & Dion Cooper ·
2024: Joost Klein ·
2025: Claude